# Ерзурум (вилајет)
Вилајет Ерзурум (тур. Erzurum ili) је вилајет у Турској смештен на северу државе. Са популацијом од 25.066 становника. Административни центар вилајета је град Ерзурум. Вилајет, географски као и економски, је део региона Источна Анадолија.